# Iglesia de Santa María de Villacones
La iglesia de Santa María de Villacones es un inmueble de la localidad española de Salinas de Añana, en la provincia de Álava.

## Descripción
El edificio se encuentra en la localidad española de Salinas de Añana, del municipio de Añana, perteneciente a la provincia de Álava, en la comunidad autónoma del País Vasco. Se menciona como iglesia parroquial del lugar en el segundo volumen del Diccionario geográfico-estadístico-histórico de España y sus posesiones de Ultramar de Pascual Madoz, donde aparece descrita con las siguientes palabras:

La igl. parr. (Sta. Maria de Villacones), es matriz de la de Atiega; el edificio de piedra de silleria con 110 pies de long. y 58 de lat.; se divide en 3 naves con 4 arcos, la arquitectura regular, y buena su torre; hay 9 altares, el mayor que representa en 14 cuadros los misterios de la Virgen, está dedicado á la Patrona, cuya festividad celebran el domingo 1.° de octubre en vez de hacerlo el 8 de setiembre; hay un hermoso órgano de 20 registros (costó 1,000 duros), decentes ornamentos y las alhajas necesarias para el culto, que sirven 5 beneficiados (antes eran 6 1/2), y el mas moderno asiste á la hijuela de Atiega: la provision de estos beneficios se hace entre patrimoniales, previo concurso general y presentacion del mismo cabildo: sus rent. consistian en las tercias del diezmo de trigo y cebgada, que ascienden las primeras á 300 fan. y 2 de las segundas, 20 fa. de trigo de renta fija y 400 ducados que producia la sal elaborada en sus eras. Los libros parr. alcanzan al año 1570; no obstante se presume existia en el siglo VIII: se hallan agregados á esta parr. los felig. de la de San Cristóbal, que, sit. en la cumbre de la pobl., fué destruida por el general D. Francisco Longa en 1813 para desalojar un destacamento francés que en ella se guarecia: entre sus ruinas se encuentra una magnífica pila bautismal de piedra, figurando una concha redonda. Al N., y bien ventilado está el cementerio rural.
(Madoz, 1845, pp. 350-351)